# 1890 na política

## Nascimentos
| Data        | Nome               | Profissão                                                 | Nacionalidade                     | Observações | Ref   |
| ----------- | ------------------ | --------------------------------------------------------- | --------------------------------- | ----------- | ----- |
| 20 de abril | Adolf Schärf       | político austríaco e presidente da Áustria de 1957 a 1965 | Áustria-Hungria (República Checa) | m. 1965     | [ 1 ] |
| 10 de Maio  | Alfred Jodl        | general integrante da cúpula do governo nazi              | Alemanha                          | m. 1946     |       |
| ??          | Astrojildo Pereira | fundador do Partido Comunista do Brasil, em 1922          | Brasil                            | m. 1965     |       |

## Mortes
| Data           | Nome                    | Profissão                         | Nacionalidade | Observações | Ref |
| -------------- | ----------------------- | --------------------------------- | ------------- | ----------- | --- |
| 15 de dezembro | António Ribeiro Saraiva | embaixador, jornalista e político | Portugal      | n. 1800     |     |